# Girls not Brides
Girls not Brides (en español "Chicas, no esposas") : La Asociación Mundial para Acabar con el Matrimonio Infantil es una organización no gubernamental internacional con la misión de acabar con el matrimonio infantil en todo el mundo. La organización fue creada por The Elders para permitir que pequeños grupos de todo el mundo aborden el tema común del matrimonio prematuro.
En 2017, más de 700 organizaciones de más de 85 países eran miembros de la asociación Girls Not Brides. Menos del 10 por ciento de los miembros de la asociación son organizaciones internacionales. El 63 por ciento de ellas centran su trabajo en sus propias comunidades.
Girls Not Brides trabajó para incluir la terminación del matrimonio infantil en los Objetivos de Desarrollo Sostenible de las Naciones Unidas para 2030.
Girls Not Brides trabaja junto con los gobiernos para desarrollar, implementar y supervisar estrategias para terminar con el matrimonio infantil en todo el país. El intercambio de información para combatir mejor el matrimonio infantil y la sensibilización del público sobre el matrimonio infantil son los principales objetivos de las asociaciones nacionales que tienen con Bangladesh, Ghana, Mozambique, los Países Bajos, Nepal, Uganda, el Reino Unido y los Estados Unidos.

## Historia
La organización Girls Not Brides fue iniciada por The Elders en 2011 como una colaboración para que las organizaciones trabajen juntas para poner fin al matrimonio infantil. En octubre de 2013, Girls Not Brides se registró como una organización benéfica independiente en Inglaterra y Gales.

## Objetivos y estrategias
En su objetivo de trabajar para poner fin al matrimonio infantil, Girls Not Brides se propone trabajar junto con otras organizaciones que trabajan para lograr el mismo objetivo y facilitar su labor. Las formas en que pretenden combatir el matrimonio infantil se centran en el intercambio de información mediante el debate y la sensibilización de las comunidades a cualquier nivel (ya sea local, nacional o internacional).
Girls Not Brides centró sus objetivos y estrategias para 2017-2020 en seis categorías: Gobierno, Global, Comunidad, Financiación, Aprendizaje y Asociación. Los objetivos de los gobiernos se han ajustado desde la promoción del progreso nacional hasta la garantía de que los países con alta prevalencia de matrimonios infantiles se comprometan de forma integral. Girls Not Brides también ha modificado sus objetivos mundiales, pasando de garantizar los compromisos para abordar el matrimonio infantil a asegurar que el cumplimiento de esos compromisos cuente con el apoyo de instituciones internacionales y regionales. Los objetivos comunitarios de Girls Not Brides se centran en la importancia de los enfoques dirigidos por la comunidad y el impacto de las organizaciones comunitarias. Las metas de financiación de Girls Not Brides tienen por objeto destacar los recursos dedicados en los presupuestos y asegurar un aumento para las organizaciones de base comunitaria. La meta final de Girls Not Brides se centra en el aprendizaje y la investigación para el matrimonio infantil y los efectos del mismo, compartiendo la información y asegurando que sea recibida y utilizada en la toma de decisiones.